# Iwan Łytwynczuk
Iwan Łytwynczuk ps. Dubowyj (ur. 1917 w Dermaniu lub Biskupicach Ruskich, zm. 1952 w rejonie horochowskim) – dowódca okręgu wojskowego Ukraińskiej Powstańczej Armii (UPA), członek Organizacji Ukraińskich Nacjonalistów (OUN), zbrodniarz wojenny, major. Możliwie, że był jednym z organizatorów i inicjatorów rzezi wołyńskiej, uznanej za ludobójstwo. Jego oddziały jako pierwsze na Wołyniu przystąpiły do eksterminacji Polaków.

## Życiorys
Urodził się w roku 1917 w Dermaniu na Wołyniu w rodzinie duchownego prawosławnego (według innych badaczy w Biskupicach Ruskich).
Studiował w prawosławnym seminarium duchownym w Krzemieńcu. W latach 1937–1939 był więziony przez władze polskie za działalność podziemną w OUN.
W roku 1943 był organizatorem oddziałów UPA na północno-wschodnim Wołyniu oraz dowódcą Okręgu Wojskowego (WO) UPA „Zahrawa”.
Prokurator Instytutu Pamięci Narodowej Piotr Zając oraz Grzegorz Motyka wskazują na jego możliwy udział (wspólnie z Dmytrem Klaczkiwskim i Wasylem Iwachiwem) w podjęciu decyzji o przeprowadzeniu tzw. rzezi wołyńskiej. Oddziały podległe Łytwynczukowi jako pierwsze na Wołyniu przystąpiły do eksterminacji Polaków. Łytwynczuk wziął bezpośredni udział w zniszczeniu osiedla Janowa Dolina, gdzie dowodzone przez niego oddziały zamordowały ok. 600 Polaków. Łytwynczuk wykazywał się szczególną gorliwością w przeprowadzaniu mordów na Polakach, czym się niejednokrotnie chwalił.
Zginął w roku 1952 wysadzając się w powietrze w zaatakowanym przez NKWD bunkrze w rejonie horochowskim obwodu wołyńskiego.

## Upamiętnienie
Na miejscu śmierci Iwana Łytwynczuka postawiono Krzyż Pamięci, a jego imieniem nazwano szkołę we wsi Złoczowka. 